# Roman Sloudnov
Roman Sloudnov (Omsk, 24 de febrero de 1980) es un nadador ruso especializado en pruebas de estilo braza, donde consiguió ser medallista de bronce olímpico en 2000 en los 100 metros.

## Carrera deportiva
En los Juegos Olímpicos de Sídney 2000 ganó la medalla de bronce en los 100 metros estilo braza, con un tiempo de 1:00.91 segundos, tras el italiano Domenico Fioravanti (oro con 1:00.46 segundos que fue récord olímpico) y el estadounidense Ed Moses.